# Bryum huillense
Bryum huillense là một loài Rêu trong họ Bryaceae. Loài này được Welw. & Duby mô tả khoa học đầu tiên năm 1872.